# Ивлицы
Ивлицы — упразднённая деревня в Ржевском районе Тверской области России. Находилась на территории современного сельского поселения «Чертолино».

## География
Расположена деревня на юге области, в зоне смешанных лесов, у реки Добрыня, вблизи деревень Ивлево, Коротино (Кортина)
.

## История
Владелец деревни — Хонакевич Ефим Абрамович.
Книга Памяти 1939—1940 Тверской области упоминает жителя этой деревни, участника Советско-финской войны 1939 года:
СМИРНОВ Иван Иванович, 1903 г.р. РСФСР, Калининская обл., Ржевский р-н, д. Ивлица. Призван Ржевским РВК. Кр-ц. 650 сп 138 сд. Погиб в бою 23.12.1939 г.

## Население
По сведениям 1859 года, изданных 1862-м, число дворов	1, жителей мужского пола — 9, женского пола — 11.
Известно, что жители деревни был и православными, ходили в Воскресенскую церковь

## Инфраструктура
Владельческая усадьба (описание от 1858 г.- ГАТО. Ф. 148. Оп. 1. Д. 1433. 16 л.).

## Транспорт
Просёлочная дорога, между деревнями Ивлево и Кортина.